# République bolonaise
1796–1796
Entités précédentes :
- États pontificaux

Entités suivantes :
- République cispadane

La République bolonaise est un État qui a brièvement existé autour de la ville de Bologne, en Italie, pendant l'année 1796. Elle fut finalement intégrée à la République cispadane le 16 octobre de la même année.